# Bryan Stevenson
Pour les articles homonymes, voir Stevenson.
Bryan A. Stevenson, né le 14 novembre 1959 à Milton au Delaware (États-Unis), est un avocat américain, fondateur et président de l'Equal Justice Initiative, une organisation privée américaine à but non lucratif basée à Montgomery (Alabama, États-Unis). Il est également enseignant à la New York University School of Law à New York.

## Biographie
Il est né le 14 novembre 1959 à Milton, Delaware, d’Alice Gertrude Golden Stevenson et Howard Carlton Stevenson, père. En 1977, Stevenson est diplômé de l’école secondaire Cape Henlopen à Lewes, Delaware. Il a étudié en philosophie à l’Université de l'Est de St. David, en Pennsylvanie et a obtenu un baccalauréat en 1981. En 1985, Stevenson a obtenu sa maîtrise en politique publique de la Kennedy School de l'université Harvard et sa maîtrise en droit de la Harvard Law School, et a travaillé comme stagiaire au Southern Center for Human Rights à Atlanta, en Géorgie.

### Carrière
Stevenson est retourné au Southern Center for Human Rights en tant qu’avocat à son diplôme en 1985. Il a travaillé à l’affaire McClesky c. Kemp (1987), dans laquelle la Cour suprême des États-Unis a confirmé la peine de mort de Warren McClesky. En 1989, le Southern Center for Human Rights nomme Stevenson directeur. Lorsque le financement gouvernemental du Southern Center for Human Rights a été réduit en 1994, Stevenson a fondé l’Equal Justice Initiative, un centre de droit à but non lucratif à Montgomery, Alabama financé par la bourse MacArthur de Stevenson.
Stevenson a plaidé avec succès un certain nombre de causes devant la Cour suprême des États-Unis et a reçu de nombreux honneurs pour son travail de réforme des prisons. En 2000, il a remporté le prix Olof Palme, et en 2009, Stevenson a reçu le prix Gruber Justice de la Fondation Peter et Patricia Gruber. Stevenson a reçu le prix des quatre libertés du Roosevelt Institute en 2011 et, en 2014, il a remporté la médaille Andrew Carnegie pour l’excellence en fiction et en nonfiction de l’American Library Association, pour ses mémoires Just Mercy : A Story of Justice and Redemption. Stevenson a reçu le Dayton Literary Peace Prize for Nonfiction en 2015.
En tant que fondateur et directeur de l’EJI, Stevenson s’est concentré sur la fin de l’incarcération massive et des peines excessives aux États-Unis. Ce travail lui a permis de fournir une assistance juridique gratuite aux condamnés à mort, aux condamnés à tort ou injustement, aux enfants condamnés à mourir dans des prisons pour adultes, aux personnes handicapées et à d’autres personnes marginalisées et privées de leurs droits.
Dans un premier temps, Stevenson et l’EJI ont été sévèrement repoussés, notamment par des menaces de mort, pour avoir défendu les droits des condamnés. Stevenson et l’équipe de l’EJI ont représenté une moyenne de centaines de personnes dans le système de justice pénale par année et ont lutté pour obtenir la libération, le soulagement ou le renversement pour plus de 140 personnes condamnées à tort ou injustement à mort.
En plus de représenter les condamnés à mort, le travail de Stevenson a évolué pour se concentrer également sur ce qu’il décrit comme un « litige dynamique », dans lequel un résultat positif d’une affaire profitera non seulement à l’accusé en particulier, mais aura beaucoup plus d'effet en servant de précédent. Cette approche repose sur l’idée de ne pas simplement changer les lois injustes, mais de développer les droits des personnes défavorisées et marginalisées, et par la suite de faire appliquer ces droits devant les tribunaux.
Cette approche a permis à Stevenson de plaider et de gagner cinq affaires devant la Cour suprême des États-Unis, y compris une décision historique en 2012 interdisant l’emprisonnement à vie sans possibilité de libération conditionnelle pour les enfants. À la suite du plaidoyer de Stevenson, des milliers de personnes à travers les États-Unis qui ont été condamnés en tant qu'enfants à mourir en prison ont droit à une plus grande protection de leurs droits fondamentaux, tandis que des centaines ont été libérés. Plus récemment, Stevenson a plaidé et gagné un jugement de la Cour suprême des États-Unis de 2019 qui étend les protections du huitième amendement contre les peines cruelles et inhabituelles aux personnes atteintes de démence et d’autres troubles mentaux.
Stevenson est actuellement professeur de droit à la «New York University School of Law». Il a également été professeur invité de droit à «Harvard», «Yale» et «University of Michigan Law Schools». Conférencier prolifique, Stevenson soutient la création d’un plus grand nombre d’écoles de droit public et reconnaît le rôle des facultés de droit dans l’établissement d’une structure juridique plus juste et uniforme au pays.

## Distinctions
- 1989 : Prix Reebok des droits de l'homme
- 1995 : Prix MacArthur
- 2000 : Prix Olof Palme
- 2009 : Prix Gruber pour la Justice (en)
- 2011 : Prix des quatre libertés de Roosevelt dans la catégorie Liberté d'être à l'abri de la peur
- 2014 : Lannan Cultural Freedom Prize
- 2015 : Docteur honoris causa de l'université Harvard[3]
- 2019 : Docteur honoris causa de l'université de Miami
- 2020 : Right Livelihood Award (« prix Nobel alternatif »)[4]

## Cinéma
Ses mémoires sont adaptées à l'écran dans  La Voie de la justice (Just Mercy) sorti en 2019.